# 深大麗湖駅
深大麗湖駅（しんだいれいこえき）は、中華人民共和国深圳市南山区に位置する深圳地下鉄7号線（西麗線）の駅である。

## 歴史
- 2024年12月28日：開業[1]。

## 駅周辺
- 深圳大学麗湖キャンパス（中国語版）
- 深圳大学総医院（中国語版）